# Керлигач
Керлига́ч (тат. Кирлегәч) — село в Лениногорском районе Республики Татарстан. Административный центр Керлигачского сельского поселения

## География
Расположено на правом притоке реки Шешма, в 59 км к западу от города Лениногорска.

## История
Упоминается в первоисточниках с 1746 года. Изначально именовалось Сеитово-Керлигач. 
До отмены крепостного права в России жители в сословном отношении учитывались как тептяри и государственные крестьяне. Традиционные занятия — земледелие и скотоводство.
В «Списке населенных мест по сведениям 1859 года», изданном в 1864 году, населённый пункт упомянут как казённая деревня Сеитова (Кирлигачь) 2-го стана Бугульминского уезда Самарской губернии. Располагалась при реке Кирлигаче, в 60 верстах от уездного города Бугульмы и в 20 верстах от становой квартиры в казённом селе Черемшане. В деревне в 68 дворах жили 1170 человек (580 мужчин и 590 женщин). Была мечеть.
В начале XX века в селе были 2 мечети, 2 медресе; из хозяйственных построек: 4 водяные мельницы; земельный надел сельской общины составлял 3564 десятины.
До 1920 года село было в Нижне-Чершилинской волости Бугульминского уезда Самарской губернии. С 1920 года вошло в состав вновь образованного Бугульминского кантона ТАССР. С 10 августа 1930 года включено в Шугуровский, с 16 октября 1959 — в Лениногорский районы.
В начале 1930-х годов в селе был организован первый колхоз, позже присоединенный к артели села Сарабикулово. С 1962 года вновь 
действовали колхозы, с 1995 года — коллективные предприятия, позднее до 2015 — общество с ограниченной ответственностью «Акмаль-Агро».

## Население
| 1859 | 1889 | 1908 | 1920 | 1926 | 1949 | 1958 | 1970 | 1979 | 1989 | 2002 | 2010 | 2017 |
| ---- | ---- | ---- | ---- | ---- | ---- | ---- | ---- | ---- | ---- | ---- | ---- | ---- |
| 1170 | 1986 | 2392 | 2415 | 1672 | 1133 | 970  | 994  | 732  | 533  | 589  | 518  | 434  |

Национальный состав
Согласно результатам переписи 2002 года, в национальной структуре населения села татары составляли 97 % из 589 человек.

## Экономика
Сельское хозяйство со специализацией на полеводстве, мясо-молочном скотоводстве. Действуют крестьянские (фермерские) хозяйства.

## Инфраструктура
В селе действуют:
- неполная средняя школа (с 1924 г. как начальная)
- дом культуры
- библиотека (с 1993 г.)
- детский сад (с 1974 г.)
- фельдшерско-акушерский пункт (с 2014 г.)[1].

## Религия
Мечеть «Минасхат Галим» (с 2004 г.).